# Loveless (Manga)
Loveless (jap. ラブレス, raburesu) ist eine Manga-Serie von Yun Kōga, die auch in eine Anime-Serie verfilmt wurde. Sie lässt sich dem Boys-Love-Genre zuordnen, ist ein romantisches Drama und spielt im heutigen Japan.

## Handlung
Der Schüler Ritsuka Aoyagi (青柳立夏), der den Tod seines Bruders Seimei noch nicht verarbeitet hat, kommt in eine neue Klasse. Er verhält sich seinen Mitschülern gegenüber abweisend, freundet sich im Verlauf der Handlung aber doch mit seiner lebhaften Klassenkameradin Yuiko Hawatari (羽渡唯子) und der Lehrerin Hitomi Shinonome (東雲瞳) an. Vor der Schule begegnet ihm ein Mann, der sich als Sōbi Agatsuma (我妻草灯) vorstellt und behauptet, ein Freund von Ritsukas verstorbenem Bruder Seimei zu sein. Seimei trug Sōbi kurz vor dessen Tod auf, Ritsuka in kommenden Konflikten zur Seite zu stehen.
In der Welt, in der die Geschichte spielt, gibt es Menschen, die einander besonders tief verbunden und damit in der Lage sind mächtige Zauber zu sprechen. Diese Paare können einander in sogenannten Spellbattles bekämpfen. Sōbi und Seimei waren so ein Paar, dessen gemeinsamer Name „Beloved“ lautete. Ritsuka versucht, in die Fußstapfen seines Bruders zu treten und wird zu Sōbis Sacrifice. Das Paar besteht aus einem Sacrifice und einem Fighter, wobei der Fighter kämpft, das Sacrifice aber den Schmerz erleidet. Dafür gehorcht der Fighter dem Sacrifice vollkommen. Ritsukas eigener Name ist „Loveless“. Sōbi und Ritsuka haben unterschiedliche „Namen“, weshalb sie nicht richtig verbunden sind. Ihre Bindung manifestiert sich jedoch im Laufe der Zeit. Für das Universum des Mangas ist außerdem charakteristisch, dass alle Personen, die noch „unschuldig“ sind, Katzenohren und -schweif tragen. So erschrickt Ritsuka beispielsweise bei seiner ersten Begegnung mit Sōbi über die Tatsache, dass dieser keine Ohren mehr hat und somit ein Erwachsener ist.
Ritsuka findet heraus, dass die Organisation Sieben Monde für den Tod seines Bruders verantwortlich war und es nun auch auf ihn abgesehen hat. Ritsuka ist melancholisch, verschlossen und unsicher, ob er Sōbi vertrauen soll. Er fühlt sich alleingelassen nach dem Tod seines Bruders, weswegen er unter anderem Kontakt zu seiner Mutter sucht, die psychische Probleme hat und ihren Sohn misshandelt. Eine Frau setzt sich mit Ritsuka über ein Computerspiel in Verbindung, da sie vermutet, dass sein Bruder noch lebt. Immer mehr manifestiert sich der Verdacht, dass Seimei nur zu seinem Bruder Ritsuka der freundliche, offene junge Mann war, nach außen hin jedoch als grausamer, sadistischer Hygienefanatiker galt.
Nach dem Hinweis der Frau, die sich „7“ nennt, dass Sōbi von allen vorhergehenden Ereignissen, insbesondere Sieben Monde und Seimeis Ermordung betreffend, wisse, verlangt Ritsuka von Sōbi, ihn zu Sieben Monde zu bringen. Die beiden machen sich also mit Kio, einem Kommilitonen von Sōbi, auf den Weg zu der Schule der Fighter. Direktor Ritsu Minami ist Sōbis Ziehvater und Lehrer, wobei sich herausstellt, dass er Sōbi als Teenager vergewaltigt hat. Ritsuka findet heraus, dass Sieben Monde aus sieben Personen bestanden hat, wobei eine – Seimei – nun fehlt, da durch die anderen sechs seine Ermordung beschlossen wurde.
Während einer Kampfübung in der Schule bricht Seimei, der seinen Tod nur vorgetäuscht hat um der Hinrichtung zu entgehen, mit seinem neuen Fighter Nisei Akuma in die Schule ein, verletzt Direktor Minami schwer, und wird schließlich von 7 und Nagisa in die Bibliothek eingesperrt. Dort finden ihn schließlich Ritsuka und Sōbi. Ritsuka ist froh, seinen älteren Bruder wieder zu sehen, wird von diesem aber hart auf die Probe gestellt, da Seimei seine uneingeschränkte Loyalität verlangt. Ritsuka ist mit der Situation überfordert, außerdem verwirrt ihn das Auftreten seines Bruders, weswegen er die Frage nicht beantwortet. Seimei flieht schließlich mit Sōbis Hilfe, da dieser immer noch seinen Befehlen gehorchen muss, deswegen aber ein enorm schlechtes Gewissen hat. Nisei wird unterdessen festgenommen.
Seimei entschließt sich bei seiner Flucht, Kio zu entführen, um eine Geisel zu haben.
Am nächsten Tag stellt sich heraus, dass ein weiteres Mitglied von Sieben Monde verschwunden ist. Ritsuka und Sōbi nehmen daraufhin den Kampf gegen das Paar "Bloodless" auf, die Kio eingesperrt haben und auf Befehl Seimeis bewachen. Schließlich besiegen die beiden die Entführer und tauschen ihre Geisel Nisei gegen Kio aus, der sehr dankbar für seine Befreiung ist.

## Veröffentlichungen
Loveless erscheint in Japan seit Juli 2002 in Einzelkapiteln im Manga-Magazin Zero Sum. Der Ichijinsha-Verlag brachte diese Einzelkapitel auch in bisher zwölf Sammelbänden heraus. Die Serie war zusammen mit anderen ihrer Werke auch Thema in Yun Kōgas Artbook Your Eyes Only vom August 2005.
Egmont Manga veröffentlicht die Manga-Serie auf Deutsch; bisher sind 13 Bände erschienen. Die Reihe wurde auch ins Englische, Polnische, Portugiesische, Chinesische und Französische übersetzt.

## Adaptionen

### Anime
Das Studio J.C.Staff produzierte eine zwölfteilige Anime-Serie zum Manga, bei der Yū Kō Regie führte. Das Charakterdesign entwarf Kazunori Iwakura und künstlerischer Leiter war Rie Ota. Der 12-teilige Anime wurde vom 7. April bis 30. Juni 2005 (nach Mitternacht und damit am vorigen Fernsehtag) wöchentlich auf dem japanischen Fernsehsender TV Asahi ausgestrahlt. Innerhalb einer Woche folgten ABC und Nagoya TV. Zusätzlich entstand eine Spezial-Episode, die Prologszenen enthält. Die Anime-Adaption hält sich sehr nah an die Vorlage. Jedoch wurde ein neues, offenes Ende für den Anime konzipiert, da der Manga noch nicht abgeschlossen ist.
Auf Deutsch ist der Anime auf drei DVDs bei Tokyopop erschienen. Die erste DVD wurde aufgrund von Problemen im Anime-Bereich von Tokyopop mit einigen Verzögerungen im November 2007 veröffentlicht. Die Serie wurde auch ins Englische übersetzt.

#### Synchronisation
Die deutsche Fassung wurde von TV+Synchron Berlin hergestellt.
| Rolle            | Japanischer Sprecher (Seiyū) | Deutscher Sprecher  |
| ---------------- | ---------------------------- | ------------------- |
| Aoyagi Ritsuka   | Junko Minagawa               | Konrad Bösherz      |
| Agatsuma Sōbi    | Katsuyuki Konishi            | Karlo Hackenberger  |
| Hawatari Yuiko   | Kana Ueda                    | Rubina Kuraoka      |
| Hitomi Shinonome | Mamiko Noto                  | Giuliana Jakobeit   |
| 7 (Nana)         | Aya Hisakawa                 |                     |
| Aoyagi Seimei    | Narita Ken                   | Robin Kahnmeyer     |
| Dr. Katsuko      | Emi Shinohara                | Arianne Borbach     |
| Aoyagi Misaki    | Wakana Yamazaki              | Sabine Mazey        |
| Yayoi            | Jun Fukuyama                 | Fabian Hollwitz     |
| Kaidō Kio        | Ken Takeuchi                 | Rainer Fritzsche    |
| Kinka            | Hiroki Takahashi             | Jesco Wirthgen      |
| Ginka            | Yui Horie                    | Julia Blankenburg   |
| Yōji             | Hiroyuki Yoshino             | Sebastian Schulz    |
| Natsuo           | Mitsuki Saiga                | Raúl Richter        |
| Herr Ritsu       | Takehito Koyasu              | Alexander Doering   |
| Nagisa           | Sanae Kobayashi              | Uschi Hugo          |
| Yamato Nakano    | Yumi Kakazu                  | Julia Meynen        |
| Kōya Sakagami    | Rie Kugimiya                 | Marie-Luise Schramm |
| Ai               | Ami Koshimizu                | Maria Koschny       |
| Midori           | Motoki Takagi                | Ricardo Richter     |

#### Musik
Die Musik der Serie wurde von Masanori Sasaji komponiert, beteiligt war auch Yuki Kajiura. Es finden sowohl orchestrale als auch digital erstellte Melodien Verwendung sowie Klavierstücke. Der Vorspanntitel Tsuki no Curse stammt von Okina Reika. Die Abspanne wurden unterlegt mit den Liedern Michiyuki von Kaori Hikita und Tsuki no Curse von Okina Reika.

### Light Novel
Im Juli 2008 erschien in Japan bei Ichijinsha die Light Novel Loveless - Ephemeral Bonds zum Manga. Sie wurde geschrieben von Natsui Aya und illustriert von Yun Kōga.

### CDs
Geneon Entertainment veröffentlichte in Japan mehrere Hörspielserien basierend auf dem Manga und dem Anime. Eine erste Hörspielserie, die auf dem Anime basiert, erschien 2005 in vier Teilen. Ende 2007 folgte eine fünfteilige Serie, die auf dem Manga aufbaut. 2008 erschienen zwei weitere, wiederum auf dem Anime basierende Hörspiele auf CD. Außerdem erschien der Soundtrack der Fernsehserie komplett auf mehreren CDs.

## Rezeption
In den USA kamen die neuen Bände regelmäßig unter die ersten 10 der meistverkauften Mangabände der Woche. Einige ordnen das Werk wegen der Beziehung zwischen Sōbi und Ritsuka dem Shotacon zu, die Serie ist daher, auch wenn die Beziehung zwischen dem 12- und dem 20-Jährigen stets platonisch bleibt, durchaus umstritten. Bei IGN bezeichnet Jessica Chobot die Darstellung der Beziehung jedoch als zurückhaltend und angemessen. Der Leser sei „fast überzeugt, dass dies kein bisschen pervers ist.“ Die Handlung habe sie sofort für den Manga eingenommen und die Zeichnungen, „glatt, frisch und nie überfrachtet“, seien phänomenal. Die Kampfszenen würden die Gefühle der Charaktere und deren Gefahren gut vermitteln, ohne den Leser zu überfordern. Insgesamt habe die Serie das gewisse Etwas, sei ein Muss für jeden Fan von Shōnen Ai und der bis 2007 beste Titel des Genres, der in den USA erschienen ist – besser als Serien wie Gravitation oder Yami no Matsuei. Jason Thompson dagegen findet die Geschichte frustrierend langatmig, trüb und introvertiert. Die Kampfszenen seien zu statisch und versagten in ihrem metaphorischen Gehalt. Die Auflösung der Geheimnisse geschehe langsam und ungeschickt – die Grundidee der Katzenohren und -schwänze, die Unschuld symbolisieren, sei jedoch eine reizvolle Metapher und Vorwand für niedliche anthropomorphe Figuren. Auch die Zeichnungen bezeichnet er als gelungen. Gleichgeschlechtliche Beziehungen werden zwar immer wieder angedeutet, jedoch nie wirklich gezeigt. Die Anime Encyclopedia nennt den Gebrauch von Kemonomimi als Symbol für die Unschuld einige Charaktere clever und vergleicht das Verhältnis von Kämpfern wie Sōbi zu deren Sacrifice wie Ritsuka mit der Figurenkonstellation in Utena. Revolutionary Girl. Die surreale Welt des Mangas mit den Reife symbolisierenden Tierattributen und der daraus entstehenden sexuellen Spannung sei gut in den Anime übertragen worden.
Die deutsche AnimaniA lobt den Manga für die geschickte Verbindung von Shōnen Ai und Fantasy. Die Kämpfe seien spannend und die subtil bleibende Beziehung zwischen den beiden Protagonisten trage wesentlich zum Unterhaltungswert der Serie bei. Mit ihren Themen spreche die Serie vor allem junge weibliche Leser an: Ritsukas devote Abhängigkeit und Liebe zu Sōbi, das Heranwachsen zum Teenager, Mobbing und andere Alltagsprobleme. Zeichnerisch habe sich Yun Kōga im Vergleich zu Gestalt deutlich verbessert, die Zeichnungen sind deutlich detaillierter. Auch die Animeserie wird als visuell hochwertig bezeichnet, sie biete satte Farben und gute CGI-Effekte, die sich jedoch leider nur mittelmäßig in das Gesamtbild einfügen. Die enge Orientierung am „attraktiven Stil“ der Vorlage sorge für „ein Niedlichkeitsdauerfeuer“ und „berauschende Farbspiele“. Den Zuschauerinnen werden viele Bishōnen geboten, aber auch „feminine Augenweiden“ kommen vor. Die Musik der Serie sei „ausgesprochen stimmungsvoll“, der Vorspanntitel aber weitaus weniger gelungen als der Abspann. Gut gelungen sei auch die deutsche Synchronfassung.